# Crépuscule (comics)
Pour les articles homonymes, voir Crépuscule.
Crépuscule (Twilight) est le septième arc narratif de Buffy contre les vampires, Saison huit.

## Résumé
Giles, Andrew et Faith sont enlevés par Twilight. Buffy parvient à les rejoindre avec ses nouveaux pouvoirs alors que Willow découvre de son côté que des centaines de Tueuses ont été éliminées par l'armée de Twilight. Alors que le combat fait rage entre Twilight et Buffy, cette dernière découvre que son ennemi qui a tué tant de Tueuses est Angel. De son côté, Giles explique à Faith les raisons qui ont poussé Angel à agir de la sorte.

## Détail de l'intrigue

### no31- Twilight, part 1
Buffy commence par annoncer que le fait de voler avec Willow était flippant. Elle profite de ses nouveaux pouvoirs avant de rentrer au QG pour veiller sur Riley qui est blessé. Un soldat de Twilight que Buffy a capturé se demande pourquoi il ne s'est pas fait torturer ou pire, comme on lui avait dit, puis il décède de ses blessures. Willow discute avec Oz quand soudain elle est frappée par le résidu d'un évènement mystique dévastateur qui ne s'est pas encore produit... Grâce à ça, ses pouvoirs sont revenus et elle se décide à affronter les 3 déesses qui continuent à errer dans les montagnes tibétaines. Twilight a enlevé Andrew, Giles, et Faith, et utilise un sort qui empêche le groupe de se rendre compte de leurs absences. Buffy avoue à Alex qu'elle a des sentiments pour lui, mais il lui répond qu'elle aurait dû se manifester quelques années plus tôt, car maintenant il sort avec Dawn. Après avoir pleuré un bon coup, Buffy se décide à affronter les déesses que Willow n'a pas réussi à vaincre. Elle demande à Willow de faire un énorme trou dans le sol, puis elle utilise sa toute nouvelle force pour expédier les 3 déesses sous terre. Par la suite, Buffy avoue à Willow qu'Alex et Dawn sont amoureux, et la sorcière lui répond qu'elle ne pensait pas qu'ils s'en rendraient compte un jour.

### no32- Twilight, part 2
Alex teste les nouveaux pouvoirs de Buffy : super-vitesse, super-force, super-saut... Dawn essaie de mettre en garde Willow à propos de ses pouvoirs magiques revenus, et aussi ceux de Buffy. La sorcière réalise enfin que Giles, Faith, et Andrew ne sont plus parmi eux et utilise aussitôt un sort pour être transportée auprès de la tueuse qui a le plus besoin d'elle : Faith. Mais le sort transporte la sorcière en Malaisie, en Floride, puis en Louisiane, où elle découvre les cadavres de centaines de tueuses assassinées par l'armée de Twilight. Grâce à sa toute nouvelle super-vision, Buffy découvre qu'elle est observée par Amy, Warren et un General de Twilight.
Ils veulent se joindre à Buffy car Twilight s'est débarrassé d'eux pour pouvoir téléporter Andrew Faith et Giles. Ces derniers se réveillent dans le QG de Twilight quand celui-ci apparait en leur demandant s'ils sont prêts à écouter son plan de maitre...

### no33- Twilight, part 3
Au QG de Twilight, ce dernier demande à Giles, Faith et Andrew lequel désire mourir en premier. C'est alors que Giles reconnaît la voix de Twilight, qui n'est plus dissimulée par le sort d'Amy. Faith se jette alors sur Twilght mais il la met KO instantanément. Twilght révèle que Giles a caché quelque chose à Buffy depuis longtemps. Willow et Amy se préparent à localiser le QG de Twilight, qui est caché 3 secondes dans le futur ! Buffy fonce sur le QG et embarque Twilight dans les airs. Il enlève son masque et se révèle être Angel ! Buffy arrache un arbre pour en faire un pieu géant et le lance sur Angel, mais il est invulnérable. Buffy en vient aux mains, en rappelant au qu'il a tué des centaines de Tueuses. Angel déclare que les pertes auraient été pires s'il n'avait pas agi comme ça... Le vampire explique qu'il a pris l'identité de Twilight pour distraire les vrais méchants et faire de Buffy ce qu'elle est devenue. Quand ils sont proches l'un de l'autre, les corps de Buffy et d'Angel se mettent à rayonner. Angel lui dit qu'il y a une raison à tout ça et que c'est la meilleure chose pour eux, qu'ils peuvent enfin être heureux. Buffy saisit Angel et l'embrasse fougueusement...

### no34- Twilight, part 4
Le Scooby-gang se retrouve au complet au QG de Twilight et ils apprennent qu'Angel est Twilight. Faith perd beaucoup de sang, mais tout à coup ses pouvoirs de tueuses lui reviennent et elle récupère ses capacités. La Tueuse confronte Giles sur le secret que Twilight a mentionné, et il est obligé d'avouer : Le sort qui a donné le pouvoir aux potentielles a perturbé l'équilibre des forces entre le bien et le mal, et l'univers réagit de lui-même pour mettre fin à se déséquilibre. Buffy et Angel sont les êtres choisis par l'univers pour détruire ce monde et en créer un nouveau. Giles avoue aussi qu'il existe des rumeurs d'un objet capable de les vaincre. Une brèche dimensionnelle s'ouvre dans le ciel et des milliers de démons arrivent sur Terre. Après avoir fait "la chose" dans l'espace, Buffy se réveille dans un jardin idyllique aux côtés d'Angel qui lui souhaite la bienvenue au Crépuscule...

### no35- Twilight, part 5
Buffy s'attend à se faire attaquer, mais Angel lui assure qu'ils sont en sécurité et que cet endroit est rien que pour eux. Mais Buffy refuse de rester là et veut retrouver ses amis. Angel essaie de la convaincre de les laisser tomber, mais Buffy est bien décidée à retourner sur Terre. Finalement Angel cède et accepte de laisser tomber leur paradis pour se battre aux côtés de Buffy. Sur Terre, le Scooby-gang est attaqué de toutes parts par les armées de démons, et Andrew est grièvement blessé. Aussi surprenant que cela puisse paraitre, Warren s'inquiète pour lui et le protège alors qu'il est inconscient. Buffy et Angel arrivent à la rescousse et avec l'aide de leurs nouveaux pouvoirs, détruisent une grande quantité de démons. C'est alors qu'un véhicule arrive sur les lieux de la bataille, et un homme en descend, proclamant qu'il va éliminer Twilight : c'est Spike !